# Wielka Wieś (Zgierz)
Pour les articles homonymes, voir Wielka Wieś.
Wielka Wieś est une localité polonaise de la gmina de Parzęczew, située dans le powiat de Zgierz en voïvodie de Łódź.